# Соціал-демократи (Данія)
Соціал-демократи (дан. Socialdemokraterne) — данська лівоцентристська політична партія. Є другою партією у Данії за кількістю членів парламенту. Член Соціалістичного інтернаціоналу і Партії європейських соціалістів.
Партія була заснована у 1871 році.
З 1871 по 1924 соціал-демократи ніколи не водили уряду. З 1924 по 1926 і з 1929 по 1942 на чолі уряду був соціал-демократ Торвальд Стаунінг. До першої половини 20-х років у Данії, як у Великій Британії та Норвегії, було чергування у владі між консерваторами, лібералами і соціал-лібералами. Тільки у другій половині 20-х років соціал-демократи, враховуючи зростання робітничого класу і міського населення, почали мати більший вплив на життя країни. У другій половині XX століття соціал-демократи керували країною протягом 36 років (1945, 1947–1950, 1953–1955, 1955–1960, 1960–1965, 1965–1968, 1971–1972, 1972–1973, 1975–1982, 1993–2001).
На загальних виборах у 2011 році партія отримала 24,9% голосів (44 місць у парламенті). Соціал-демократи сформували уряд на чолі зі своїм лідером Гелле Торнінг-Шмідт, який також підтримали Радикальна Венстре (соціал-ліберали) і Соціалістична народна партія.

## Результати виборів
| Рік виборів | К-сть голосів | % голосів | Місць    | Зміна | Уряд |
| ----------- | ------------- | --------- | -------- | ----- | ---- |
| 1988        | 992,682       | 29.8      | 55 / 179 | +1    | ні   |
| 1990        | 1,221,121     | 37.4      | 69 / 179 | +14   | ТАК  |
| 1994        | 1,150,048     | 34.6      | 62 / 179 | -7    | ТАК  |
| 1998        | 1,223,620     | 35.9      | 63 / 179 | +1    | ТАК  |
| 2001        | 1,003,023     | 29.1      | 52 / 179 | -11   | ні   |
| 2005        | 867,350       | 25.8      | 47 / 179 | -5    | ні   |
| 2007        | 881,037       | 25.5      | 45 / 179 | -2    | ні   |
| 2011        | 879,615       | 24.8      | 44 / 179 | -1    | ТАК  |
| 2015        | 925,288       | 26.3      | 47 / 179 | +3    | ні   |